# Babo (rappeur)
Pour les articles homonymes, voir Babo.
 (mai 2018).
Si vous disposez d'ouvrages ou d'articles de référence ou si vous connaissez des sites web de qualité traitant du thème abordé ici, merci de compléter l'article en donnant les références utiles à sa vérifiabilité et en les liant à la section « Notes et références ».
Babo, de son vrai nom Eduardo Davalos de Luna, né le 16 novembre 1976 à Santa Catarina, Nuevo León, est un rappeur et compositeur mexicain. 
Il est le leader du groupe Cartel de Santa. Babo est l'un des rappeurs les plus importants de tout le Mexique et le monde entier a atteint 143 millions de vues sur sa chaîne YouTube.

## Biographie
Dès son jeune âge, Babo voulait être dans la rue toute la journée. À une occasion, un ami lui a dit qu'il connaissait des gens qui ne jouaient que Por La Fiesta. Plus tard, il rencontre Román, qui deviendra le guitariste du groupe Cártel de Santa. En commençant par les concerts, il s'est rendu compte qu'il avait besoin d'un secondeur[Quoi ?] et c'est alors qu'il a rejoint le groupe Dharius aussi connu comme Tirano-D ou D-H-A.
Sa première production a été en 2003 sous le titre de Cartel de Santa, qui, en plus de Perros, a réussi à atteindre la popularité des chansons Todas Mueren por Mi et La Pelotona. Cet album a été suivi par un deuxième volume comprenant les singles Blah, Blah, Blah et La Llamada.